# Зуйская волость
Зуйская волость — административно-территориальная единица в составе Симферопольского уезда Таврической губернии. Образована в ходе земской реформы Александра II в 1860-х годах из территорий Аргинской и Эскиординской волостей.
Волость занимала территорию востока современного Симферопольского и западной части Белогорского района. Юго-восточная граница проходила по Главной гряде Крымских гор, юго-западная и западная, в основном, — по правому берегу Салгира в верхнем течении до границы с Сарабузской волостью и Перекопским уездом. Северная граница шла вначале по реке Зуе, затем степью, совпадая примерно с границей современного Красногвардейского района до реки Биюк-Карасу, вдоль которой соседствовала с Феодосийским уездом.

## Население
Население волости по результатам ревизии 1887 года составило 15 633 человека (в доступных документах национальный состав не отражён). Известно, что население было уже смешанным, по-прежнему крымские татары составляли большинство, но были сёла, населённые выходцами из России, вначале в волость входило несколько немецких поселений из Нейзацкого колонистского округа, в 1871 году выделенные в Нейзацкую волость.

## Состав волости на 1864 год
В труде профессора А. Н. Козловского «Сведения о количестве и качестве воды в селениях, деревнях и колониях Таврической губернии» 1867 года приводится перечень 57 селений волости на начало 1860-х годов. Он явно неполон, но более подробный список пока не обнаружен.

| - Аджи-Кеч - Азов - Ак-Кая - Алатай - Аргин - Ашага-Айтуган - Ашага-Баксан - Ашага-Баши - Ашага-Даир - Ашага-Мамут-Султан - Ашага-Тайган - Барабанова - Бераган - Бураган - Бурасхан - Бурнаш - Бурчи - Бустерчи - Джавлуш | - Джага-Шейх-Эли - Казанлы - Казы-Эли - Кайнаут - Камышлы - Карабай - Карасу-Баши - Кемельчи - Кизил-Коба - Кирмачи - Кишлав - Кой-Аран - Конрат - Куру-Джалга-Шейх-Эли - Кучук-Янкой - Мазанка - Мамбет-Улан - Орта-Баксан - Петрова | - Сабах-Эли - Секизек - Табулды - Тоймас - Тау-Кипчак - Тюбень-Эли - Хан-Эли - Чавке - Чардаклы - Шейх-Эли - Шумхай - Эски-Сарай - Юхары-Айтуган - Юхары-Баксан - Юхары-Баши - Юхары-Даир - Юхары-Мамут-Султан - Юхары-Тайган - Яман-Иол-Шейх-Эли |

## Деревни Зуйской волости на 1887 год
Кроме вышеперечисленных, на момент ревизии 1887 года на территории волости находились новообразованные сёла (либо возррождённые на месте ранее покинутых), ещё административно не приписанные к какому-либо субъекту (позже они также были включены в состав волости).

## Состояние волости на 1892 год
В результате земской реформы 1890-х годов произошло разукрупнение и северная часть волости, примерно от линии современного шоссе Симферополь — Феодосия, была выделена в возобновлённую Табулдинскую волость. По «…Памятной книжке Таврической губернии на 1892 год» в волости числилось 40 селений с населением 9505 человек. 4 из них имели статус села: Зуя с 740 жителями, Мазанка — 1004 жит., Нейзац — 1267 жит. и Розенталь — 785 жителей, остальные — деревни.

## Состояние волости на 1902 год
По «…Памятной книжке Таврической губернии на 1902 год» в волости числилось 43 селения с населением 9269 человек. 5 из них имели статус села: Зуя с 755 жителями, Мазанка — 1008 жит., Нейзац — 1237 жит., Розенталь — 750 жит. и Фриденталь — 732 жителя, остальные — деревни.

## Состояние на 1915 год
По Статистическому справочнику Таврической губернии. Ч.II-я. Статистический очерк, выпуск шестой Симферопольский уезд, 1915 год, в Зуйской волости Симферопольского уезда числилось 105 различных поселений с населением в количестве 12291 человек приписных жителей и 869 — «посторонних».